# Mimosa balduinii
Mimosa balduinii är en ärtväxtart som beskrevs av Arturo Erhardo Erardo Burkart. Mimosa balduinii ingår i släktet mimosor, och familjen ärtväxter. Inga underarter finns listade i Catalogue of Life.